# Sången om den eldröda blomman (1934)
Sången om den eldröda blomman är en svensk dramafilm från 1934 i regi av Per-Axel Branner.

## Handling
Filmen handlar om hur Olof Forsfararen leker med ett varierande antal unga kvinnohjärtan och hur han slutligen gifter sig med Kyllikki.  

## Om filmen
Filmen premiärvisades den 12 november 1934 på biograf  Röda Kvarn vid Biblioteksgatan i Stockholm. Den spelades in i Filmstaden, Råsunda med extereriörscener från Uppland, Ramsele och Långsele. För foto svarade Julius Jaenzon. 
Som förlaga har man författaren Johannes Linnankoskis roman Laulu tulipunaisesta kukasta från 1905 som kom i svensk översättning 1906. Boken filmades även 1919, se Sången om den eldröda blomman och återigen under samma namn 1956, se Sången om den eldröda blomman. År 1938 gjordes filmen även i Finland av Teuvo Tulio med skådespelarna Kaarlo Oksanen, Rakel Linnanheimo, Bigi Nuotio och Mirjam Kousmanen.

## Rollista i urval
- Edvin Adolphson – Olof Koskela, "Olof Forsfararen"
- Inga Tidblad – Kyllikki
- Birgit Tengroth – Mörköga
- Anna Lindahl – Hjärtstilla
- Gull-Maj Norin – Maikki, "Gasellen", piga på Koskelagården
- Marianne Löfgren – Elliina Virttanen
- Aino Taube – Annikki
- John Ekman – Koskelabonden, Olofs far
- Gertrud Pålson-Wettergren – Olofs mor
- Anders Henrikson – Antti, Kyllikkis kusin
- Sven Bergvall – Moisiobonden, Kyllikkis far, byaålderman
- Stina Ståhle – piga i Koskelabondens hembränneri
- Olof Sandborg – Kallio, brudgum
- Elsa Widborg – sköka
- Carl Ström – flottningsförman
- Helge Mauritz – flottare
- Ollars-Erik Landberg – flottare

## Musik i filmen
- Vaggsång, kompositör Aleksandr Gretjaninov, sång Gertrud Pålson-Wettergren
- Min hemgård står vid forsens brädd, kompositör Ilmari Hannikainen, sång Gertrud Pålson-Wettergren och Helga Görlin som dubbar Inga Tidblads sång
- Min älskade är som ett smultronbär, kompositör Ilmari Hannikainen
- Vad betyda de fyra stjärnor som klara på himlen stå, kompositör Ilmari Hannikainen
- Fria flottaregossar, kompositör Ilmari Hannikainen
- Boris Godunov, kompositör och text  Modest Musorgskij, instrumental.
- Bröllopet på Ulfåsa. Bröllopsmarsch, kompositör August Söderman, instrumental.
- En saga, op. 9, kompositör Jean Sibelius, instrumental.
- Dold mellan furorna, instrumental.
- Gruesome War Theme, kompositör Erno Rapee, instrumental.
- Kung Kristian II. Nocturne, kompositör Jean Sibelius
- Sången om den eldröda blomman, kompositör Armas Järnefelt, instrumental.